# 봉산 김씨
봉산 김씨(鳳山金氏)는 황해북도 봉산군을 본관으로 하는 한국의 성씨이다.
시조 김명진(金明晋)은 신라 경순왕의 23세손으로 전해진다.

## 참고 자료
- “봉산김씨(鳳山金氏)”. 뿌리를 찾아서.[깨진 링크(과거 내용 찾기)]